# St Michael Penkevil
St Michael Penkevil est une paroisse civile et un village des Cornouailles, en Angleterre.